# L’Homme qui marche I

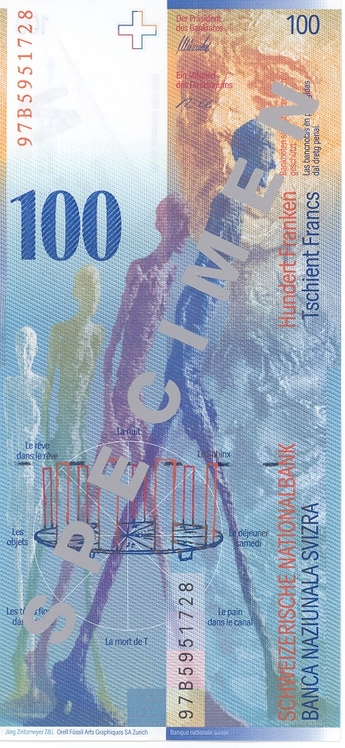
Rückseite des Musters einer 100-Franken-Banknote mit vier Abbildungen der Plastik aus verschiedenen Perspektiven

L’Homme qui marche I (deutsch: Der schreitende Mann I) ist eine lebensgrosse Plastik des Schweizer Künstlers Alberto Giacometti, die in sechs Bronzegüssen und vier Künstlerexemplaren vorliegt. Sie entstand 1960. Nach Einschätzung von Kunsthistorikern ist sie „eines der wichtigsten Werke“ von Giacometti; gleichzeitig zählt sie zu den bedeutendsten Arbeiten der Schweizer Kunst des 20. Jahrhunderts.
Bei der 8. Banknotenserie der Schweiz wurde die 1998 herausgegebene 100-Franken-Note zu Ehren von Alberto Giacometti gestaltet; die Vorderseite enthält ein Porträt des Künstlers, und auf der Rückseite ist neben zwei weiteren Werken seine Plastik L’Homme qui marche I in vier verschiedenen Perspektiven abgebildet.

## Werk

### Werkzusammenhang
Nach seiner Abkehr vom Surrealismus um das Jahr 1935 näherte sich Alberto Giacometti in seinen Porträts und in seinen Plastiken wieder dem Gegenständlichen an; nach eigener Aussage wollte der Künstler „wieder nach der Natur […] arbeiten.“ Während der Kriegsjahre, die er überwiegend in Genf verbrachte, entstanden Plastiken von minimaler Größe, oft von einer Höhe von nur wenigen Zentimetern. Giacometti versuchte ihm nahestehende Menschen so zu modellieren, wie er sie nach Begegnungen in Erinnerung behalten hatte. Dabei gestaltete er die Plastik sehr klein, um die Distanz wiederzugeben, in der er das Modell gesehen hatte. Nach einer Formulierung des Kunsthistorikers Dieter Honisch ging es Giacometti darum, seine „subjektive Seherfahrung in die adäquate Form“ zu bringen. Der Künstler fasste diese Entwicklung jedoch allmählich als Sackgasse auf: „Unerbittlich schrumpften alle meine Figuren auf einen Zentimeter Höhe zusammen. Noch einen Druck mit dem Daumen und hopp! – keine Figur mehr.“
In den ersten Nachkriegsjahren entstanden Zeichnungen und Plastiken, die eine gegenteilige Strategie erkennen lassen. Die Figuren, etwa der Bleistiftzeichnungen Figures sur une place (1947), Grande figure d’atelier (1948) und der Ölzeichnung L’Homme qui marche (1950), waren nun durch eine Überlänge besonders der Gliedmaßen gekennzeichnet. Parallel vollzog sich die neue Proportionierung der Figuren auch in den Plastiken, so zum Beispiel in der langgestreckten, 202 cm hohen Grande figure von 1947. Obwohl Giacometti die physische Präsenz seiner Figuren verstärkte, behielten sie jedoch das Merkmal der Distanz: „[…] indem er die kleingesehenen Figuren von der anderen Straßenseite zu sich heranholte, brachten sie ihre Ferne, ihre Körperlosigkeit, ihre Gewichtlosigkeit mit. Statt daumengroß wurden sie nun fadendünn.“ Die Realität erschöpfte sich dabei für ihn nicht in ihren Erscheinungsformen, nicht im „Augenschein der sichtbaren Welt“. Giacometti stellte sich die Aufgabe, hinter den Bereich des Sichtbaren zu dringen und die „Wesenheit“ der Dinge zu erfassen, wie sie sich seinem individuellen Sehen mitteilte.

### Beschreibung und Deutung
Unter den lebensgroßen und überlebensgroßen Figuren sind die Schreitenden Männer, die er 1960 in zwei verschiedenen Versionen (L’Homme qui marche I und L’Homme qui marche II) fertigstellte, als „Quintessenz von Giacomettis bildhauerischem Schaffen“ beschrieben worden. Von L’Homme qui marche I wurde 1961 eine Serie von sechs Bronzegüssen und vier Künstlerexemplaren hergestellt. In der etwa 183 cm hohen Plastik treibt Giacometti das Amorphe, annähernd Gestaltlose der Miniaturfiguren noch einen Schritt weiter. Der ausgemergelte Körper ist, vor allem an der Taille, spindeldürr; die überlangen Beine und Arme erreichen einen Umfang von nur wenigen Zentimetern. Im Vergleich zu den übrigen Körperproportionen erscheinen die Hände und die auf einem Sockel (von 95,5 cm Länge und 26 cm Breite) stehenden Füße übergroß und massig. Die weite Schrittstellung, „hieroglyphenartig ohne Kniebeugung“, verleiht der Figur eine eigene Dynamik, die gebrochen wird von einem starren, ins Leere gehenden Blick. Geschlechtsteil und Gesicht, insbesondere Augenhöhlen, Brauen und Lippen, sind nur angedeutet und lassen das Tasten der Finger im feuchten Ton erkennen. Ins Auge springende Hügel und Mulden betonen die Spuren des Entstehungsprozesses und geben nicht konkrete Details der gestalteten Figur wieder. Die dezidiert rau modellierte Oberfläche lässt bei unterschiedlichen Lichtbedingungen ein reich differenziertes Schattenspiel entstehen, das die wechselhafte Natur der Realität andeutet und die „nervöse Energie“ des Mannes unterstreicht, die den ihn umgebenden Raum aktiviert und auflädt. Einzelne der sechs Bronzegüsse hat Giacometti mit ockergelber und tintenschwarzer Farbe überzogen, andere blieben nach dem Gießvorgang unbehandelt.
L’Homme qui marche I ist sehr unterschiedlich gedeutet worden. Dem Giacometti-Biographen James Lord vermittelten die „schartigen“, aber knorrigen Gliedmaßen mit ihrem weiten Schreiten „ein Kraftpotential, einen ursprünglichen Drang zum Handeln und die physische Energie der Männlichkeit.“ Der Mann wisse genau, wohin er gehe, „zu welcher Absicht und zu welchem Zweck.“ Diese Interpretation hat sich jedoch nicht durchsetzen können. Ebenso wird heute eine Identifikation der Nachkriegskunst Giacomettis mit dem Existentialismus der französischen Nachkriegsjahre abgelehnt, der zufolge der schreitende Mann wie überhaupt das bildhauerische Spätwerk Giacomettis die schicksalhafte Ausgeliefertheit des modernen Menschen an die ihm notwendigerweise fremde Realität versinnbildlichte.
Betont wird heute die Spannung zwischen der „hohen Haltung, dem fragilen Aufragen“ und der amorphen Materialität, die der „Bedingung des Menschen zwischen Würde, Ausgesetztheit und letztlicher Hinfälligkeit“ entspreche. Die „schrundig aufgerissenen Figuren Giacomettis“ lassen ihren Ursprung aus Ton und Erde nie vergessen, weshalb sie trotz einer gewissen Ferne und Entrücktheit „prekär der Vergänglichkeit, dem Niedrigen und dem Menschlichen“ verhaftet bleiben. Der Schreitende Mann sei „immer suchend weiter schreitend, wie sich Giacometti in seinem gestaltenden Bemühen selbst verstand.“ Die „Spuren des Ringens“, so Wieland Schmied, erschienen dem Künstler als die Bestätigung seiner Glaubwürdigkeit. „Sie machen deutlich, dass das Bild im vollen Wortsinn der Realität abgerungen, ihr entrissen wurde. Sie sind das Siegel seiner Authentizität.“

### Entstehung
Die Plastik L’Homme qui marche I entstand, als Giacometti und sein amerikanischer Kollege Alexander Calder 1956 eingeladen wurden, die neu entstehende Fläche vor dem im Bau befindlichen Wolkenkratzer der Chase Manhattan Bank in New York zu gestalten. Giacometti hatte zu diesem Zeitpunkt seit über 25 Jahren gehofft, den Auftrag für eine öffentliche „Platzskulptur“ zu erhalten. Aus ersten Überlegungen um 1930 waren in den Nachkriegsjahren Kompositionen mit Figuren hervorgegangen, die sich auf einem Platz begegnen. Der Architekt des Bankgebäudes, Gordon Bunshaft, schlug Giacometti vor, seine Figurengruppe Trois hommes qui marchent (1948), die zusammen mit ihrem Sockel eine Höhe von nur 64,2 Zentimeter aufweist, auf zehn Meter (nach anderer Darstellung auf 18 Meter) zu vergrössern. Dieser Plan, nicht zuletzt die Grössenverhältnisse, missfielen ihm jedoch. Die Männer konnten sich auf kein gemeinsames Projekt verständigen, sodass sich der Auftrag zerschlug.
Giacometti arbeitete in der Folgezeit, weiterhin ausgehend von der Platzidee, an vier überlebensgrossen Stehenden Frauen (Femme debout I–IV, auch: Grande Femme debout I–IV). Diese 2,70 und 2,78 Meter hohen Figuren ergänzte er durch die beiden Versionen der lebensgrossen, schreitenden Männer (L’Homme qui marche I und L’Homme qui marche II) und zwei Versionen der Plastik Grosser Kopf (Grande tête I–II). Die verschiedenen Tonmodelle stellte er bis April 1960 fertig. Obwohl zunächst als Gruppenkomposition konzipiert, wurden die einzelnen Figuren später separat ausgestellt. L’Homme qui marche I wurde erstmals 1962 auf der Biennale in Venedig der Öffentlichkeit präsentiert.
Der Bronzeguss von L’Homme qui marche I erfolgte 1961 bei der Kunstgiesserei Susse Fondeur in Paris. Die in der Literatur sowie von Kunstmuseen und vom Kunsthandel genannten Abmessungen der verschiedenen Abgüsse differieren geringfügig im Bereich von bis zu etwa einem Zentimeter, was herstellungs- und messtechnisch bedingt ist. Die Abmessungen des ersten Exemplars mit der Seriennummer 1/6 betragen: Höhe = 182 cm, Länge = 97 cm, Breite = 27 cm. Bei dem zweiten Exemplar mit der Seriennummer 2/6 betragen diese: H = 183 cm, L = 95,5 cm, B = 26 cm.
Die einzelnen Exemplare sind jeweils auf dem Sockel gekennzeichnet mit der Signatur des Künstlers – dem handschriftlichen Namenszug Alberto Giacometti – sowie mit der laufenden Seriennummer 1/6 bis 6/6 und dem Gießereistempel Susse Fondeur Paris.

## Exemplare und Eigentümer
Der Bronzeguss mit der Seriennummer 2/6 wurde zunächst von Aimé Maeght für dessen Galerie erworben. Anschliessend befand sich dieser Abguss im Besitz des Galeristen Sidney Janis und mehrerer Privatpersonen in den Vereinigten Staaten. Im Jahr 1980 kaufte Manfred Meier-Preschany die Statue zum Preis von 750.000 US-Dollar für die Kunstsammlung der Dresdner Bank. Der „Schreitende Mann“ wurde in der Vorstandsetage der Dresdner Bank im 31-geschossigen Silberturm in Frankfurt aufgestellt, wo er für die Öffentlichkeit nicht zugänglich war. Jedoch wurde die Plastik für Ausstellungen ausgeliehen, unter anderem stand sie 1994 in der Frankfurter Jahrhunderthalle und 1998 im Museum für Moderne Kunst in Frankfurt. Mit der Übernahme der Dresdner Bank durch die Commerzbank im Jahr 2009 ging die Bronzeplastik in deren Besitz über. Diese gab im Januar 2010 deren Verkauf bekannt.
Bei der Versteigerung am 3. Februar 2010 im Auktionshaus Sotheby’s erzielte L’Homme qui marche I mit 65.001.250 Pfund Sterling (104.327.006 US-Dollar, 74,4 Millionen Euro oder rund 110 Millionen Schweizer Franken) den bis dahin höchsten bei einer Auktion erzielten Preis für ein Kunstwerk. Diesen Rekord verlor der Bronzeguss bereits im Mai 2010 wieder, als das Picasso-Werk Akt mit grünen Blättern und Büste auf einer Kunstauktion in New York für 106,4 Millionen Dollar (rund 82 Millionen Euro) versteigert wurde. Im März 2010 berichtete Bloomberg L.P., dass die neue Eigentümerin der Giacometti-Plastik Lily Safra sei, die Witwe Edmond Safras; sie verstarb 2022.
Sechs weitere Abgüsse der Plastik befinden sich im Carnegie Museum of Art in Pittsburgh (Seriennummer 1/6), in der Albright-Knox Art Gallery in Buffalo, im Museum für Zeitgenössische Kunst in Teheran, in der Fondation Maeght in Saint-Paul-de-Vence, im UNESCO-Hauptsitz in Paris sowie im Bestand der Fondation Alberto et Annette Giacometti in Paris. Drei Abgüsse sind Bestandteil privater Sammlungen.